# 7,5-cm-Feldkanone 7M85
Die 7,5-cm-Feldkanone 7M85 wurde als leichte Feldkanone für die deutsche Wehrmacht entwickelt und von dieser im Zweiten Weltkrieg eingesetzt.

## Entwicklung
Die Entwicklung dieses Geschützes und die der 7,5-cm-Kanone 7M59 (Besp.) war dem Wunsch des Oberkommandos des Heeres nach einer universell einsetzbaren, rohstoffsparenden Bewaffnung der Fronttruppen geschuldet. Materialeinsparungen in allen Bereichen, sogar bei Munition und Waffenkaliber, waren im Kriegsjahr 1944 aufgrund Forderungen aus dem Führerhauptquartier ein ständiges Thema der Besprechungen im Heereswaffenamt.
Bei der 7,5-cm-Feldkanone 7M85 wurde die Waffe der 7,5-cm-PaK 40 mit Rücklauf-/Vorholmechanismus in der Wiege der leichten Feldhaubitze 18/40 montiert, um einen artilleristischen Einsatz der Panzerjägerkanone zu ermöglichen. Ein Problem stellte die Munitionsversorgung dar. Das Abfeuern der Sprenggranaten für die PaK war zwar möglich, doch eine Beeinflussung der Reichweite durch verschiedene Ladungen war unter Verwendung der Patronenmunition nicht möglich. Sobald jedoch eine Abfeuerung in artilleristischer Weise erfolgte und keine Granatpatronen verwendet wurden, kam es zu Ausbrennungen im Ladungsraum, die eine weitere Verwendung von Vollpatronen für den Einsatz als Panzerjägerkanone verboten, da es durch die Verformung zwangsläufig zu Hülsenklemmern kam.
Das gewünschte Mehrzweckgeschütz war demnach mit dieser Waffe nicht geschaffen worden. Hinzu kam, dass sowohl Generalität als auch die Truppe die Wirkung der Waffe beanstandeten. Nach der ersten Truppenerprobung wurden die Kritikpunkte zur Waffe in einem Schreiben vom Chef der Heeresrüstung und Befehlshaber des Ersatzheeres am 21. Oktober 1944 an das Heereswaffenamt zusammenfasst. Berechnungen zeigten, dass im Verhältnis zu einem Schuss der l.FH 18 drei Schuss mit der 7,5-cm-FK erforderlich waren, um im Ziel die gleiche Wirkung zu erreichen. Die Waffe war nur um 150 kg leichter als die leichte Feldhaubitze 18/40 und damit bei der Verschlechterung vieler Leistungsparameter von der Truppe als zu schwer bewertet.

## Einsatz
Für die Erprobung wurden geringe Stückzahlen gefertigt. Die 7,5-cm-Feldkanone 7M85 fand keine Verwendung in großem Umfang.